# لورا إلدريدج
لورا إلدريدج (بالإنجليزية: Laura Eldridge)‏ هي صحفية أمريكية، ولدت في 18 نوفمبر 1965.

## وصلات خارجية
- الموقع الرسمي